# 십팔기도
십팔기도(十八技道) 또는 연비류(燕秘流), 십팔기 연비류는 유수남이 한국, 중국, 일본의 무술을 연구하여 창시한 무술이다. 무기와 기술의 종류를 모두 열여덟 가지로 분류 하였으므로 '십팔기'(十八技)라 이름지어졌다. 유수남은 1970년 5월 9일에 아르헨티나로 이주해 이를 보급하기 시작하였고, 수련자는 현재 수천명에 이른다.

## 같이 보기
- 국선도
- 혈기도
- 단월드
- 택견
- 한무도
- 수박도
- 한풀
- 한검도

## 참조
1. ↑  “보관된 사본”. 2014년 9월 6일에 원본 문서에서 보존된 문서. 2014년 9월 6일에 확인함.
2. ↑  http://www.dongponews.net/news/articleView.html?idxno=16828